# Nyonie-Deep
Nyonie-Deep — газоконденсатне родовище у Гвінейській затоці в 13 км від узбережжя Габону.

## Характеристика
Родовище відкрили у липні 2014 року свердловиною Nyonie Deep-1, спорудженою в районі з глибиною моря 28 метрів. Тут вже кілька десятків років велась розробка нафтових родовищ, проте на цей раз мова йшла про розвідку глибоко залягаючих підсольових горизонтів. Свердловина глибиною 4314 метрів відкрила газонасичений інтервал товщиною 320 метрів у відкладеннях нижньої крейди (аптський ярус).
Відкриття знаходиться у ліцензійному блоці D4, правами на який володіє італійський нафтогазовий гігант Eni. За оголошеними компанією попередніми оцінками, ресурси родовища можуть сягати 500 млн барелів нафтового еквівалента.
Можливо відзначити, що газонасичені вуглеводнями породи відзначаються малою проникністю, так що лише підтвердження значного роміру відкриття відкриє шлях до його введення в розробку.